# 谷中城
谷中城位於吉隆坡西南部，鄰近十五碑（Brickfields）、孟沙（Bangsar），為怡保花園集團（IGB Group）所開發的綜合開發案，區內集合購物廣場、酒店及數棟辦公大樓，是吉隆坡主要的商業中心之一。

## 谷中城美嘉廣場
谷中城美嘉廣場為怡保花園集團在谷中城內的其中一項旗艦型計劃，是一棟樓高五層，面積達420,000平方公尺，共有430間商舖的商場，於1999年開幕。開幕時為亞洲面積最大的商场。除了零售商場，谷中城美嘉廣場還上蓋數棟商辦大樓及兩間酒店，是馬來西亞其中一處較大型及人流量極高的商業區，其消費客群定位以中高階級為主，除了有本地的美羅百貨（Metrojaya）、日資的永旺（Aeon）進駐外，得益於其極高的人流量，也其他快時尚及運動品牌的入駐開設旗艦店，如優衣庫（Uniqlo）、維多利亞的秘密（Victoria Secret）、飒拉（Zara）、愛迪達（Adidas）、無印良品（Muji）等。位於商場頂樓的嘉通影城（GSC Cinema）擁有21間放映廳，是馬來西亞擁有最多熒幕的電影院。谷中城展覽中心（Mid Valley Exhibition Centre）亦設在商場頂樓。

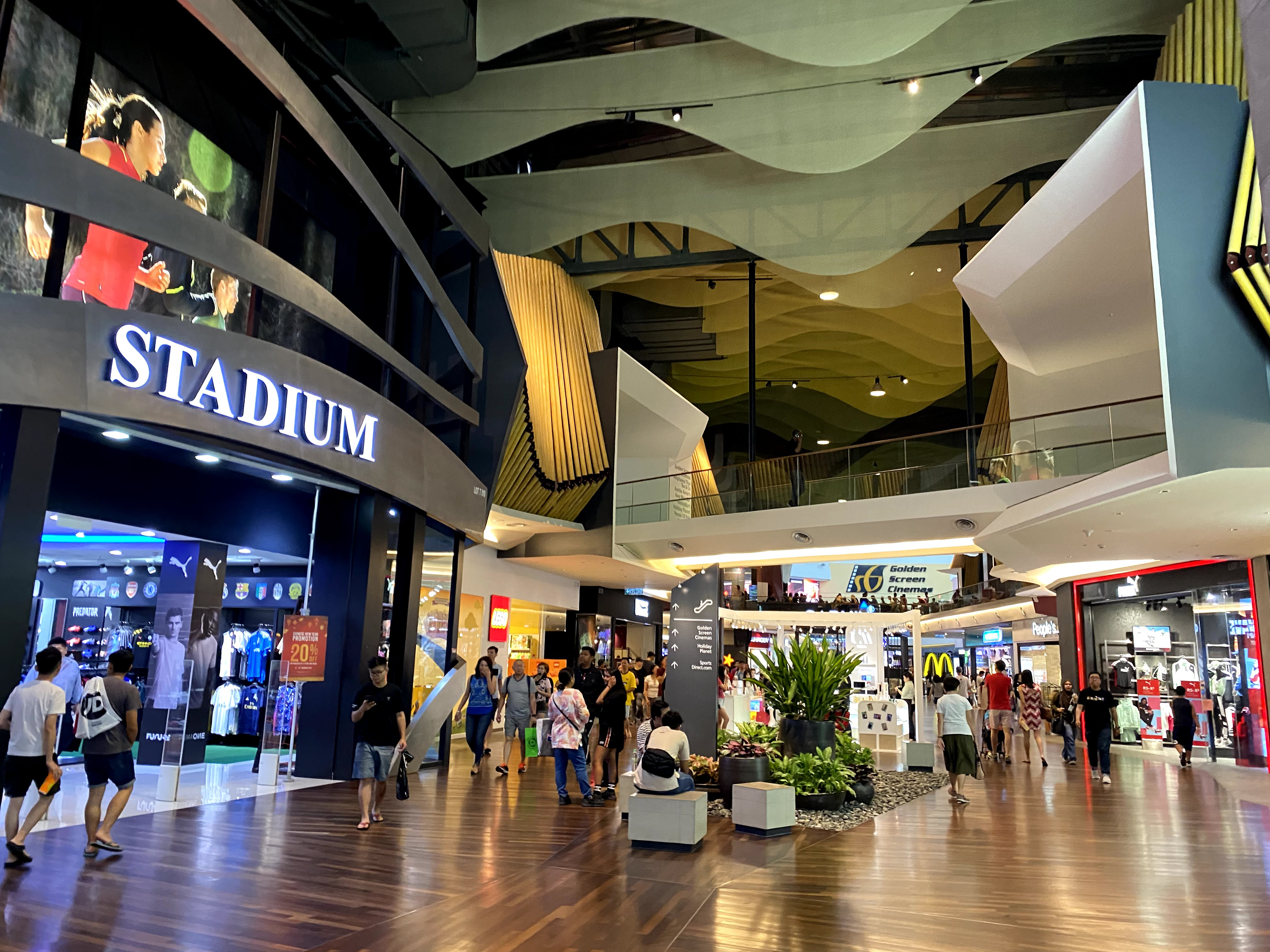
谷中城美嘉廣場之內觀
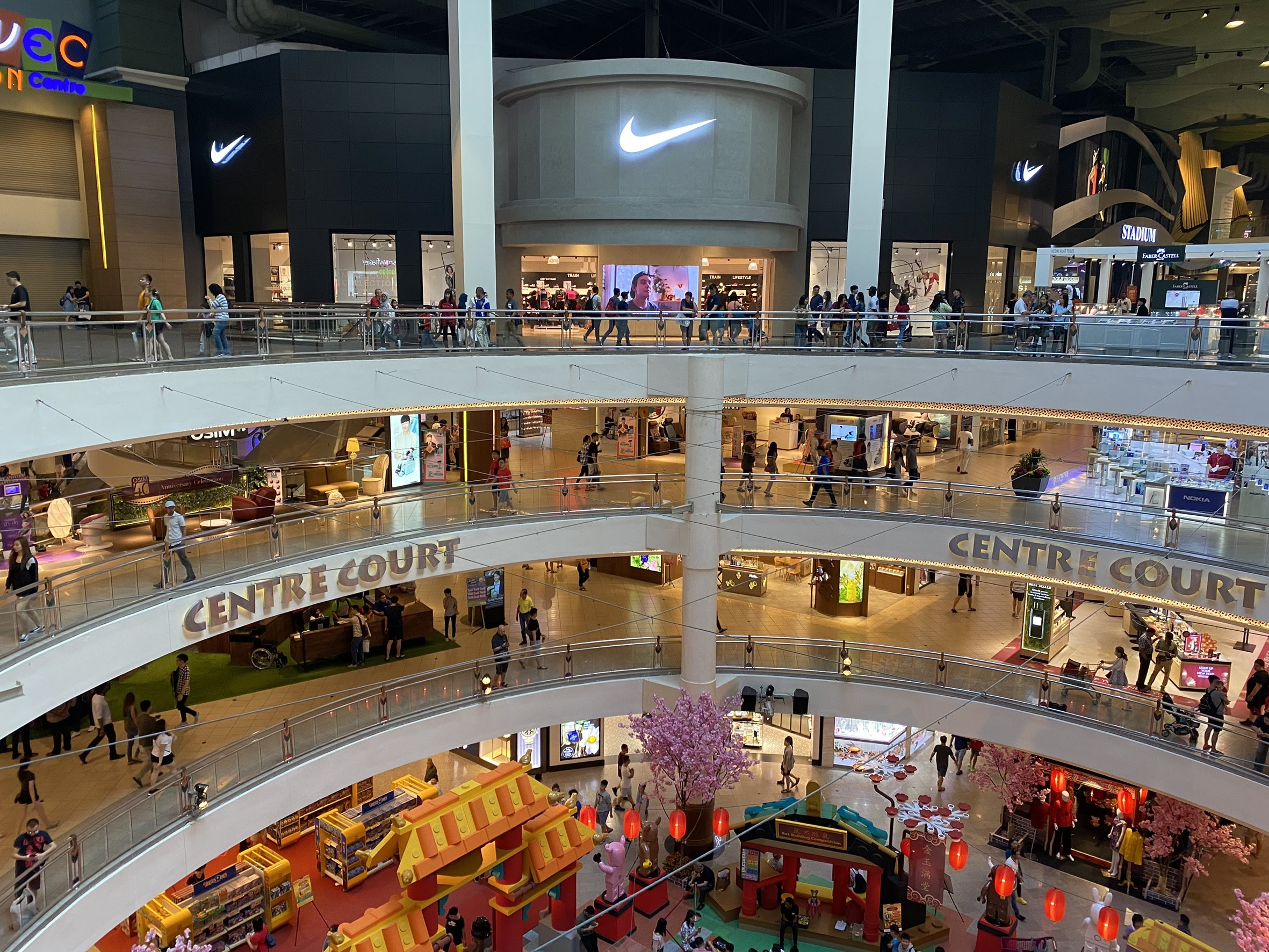
谷中城美嘉廣場之中庭
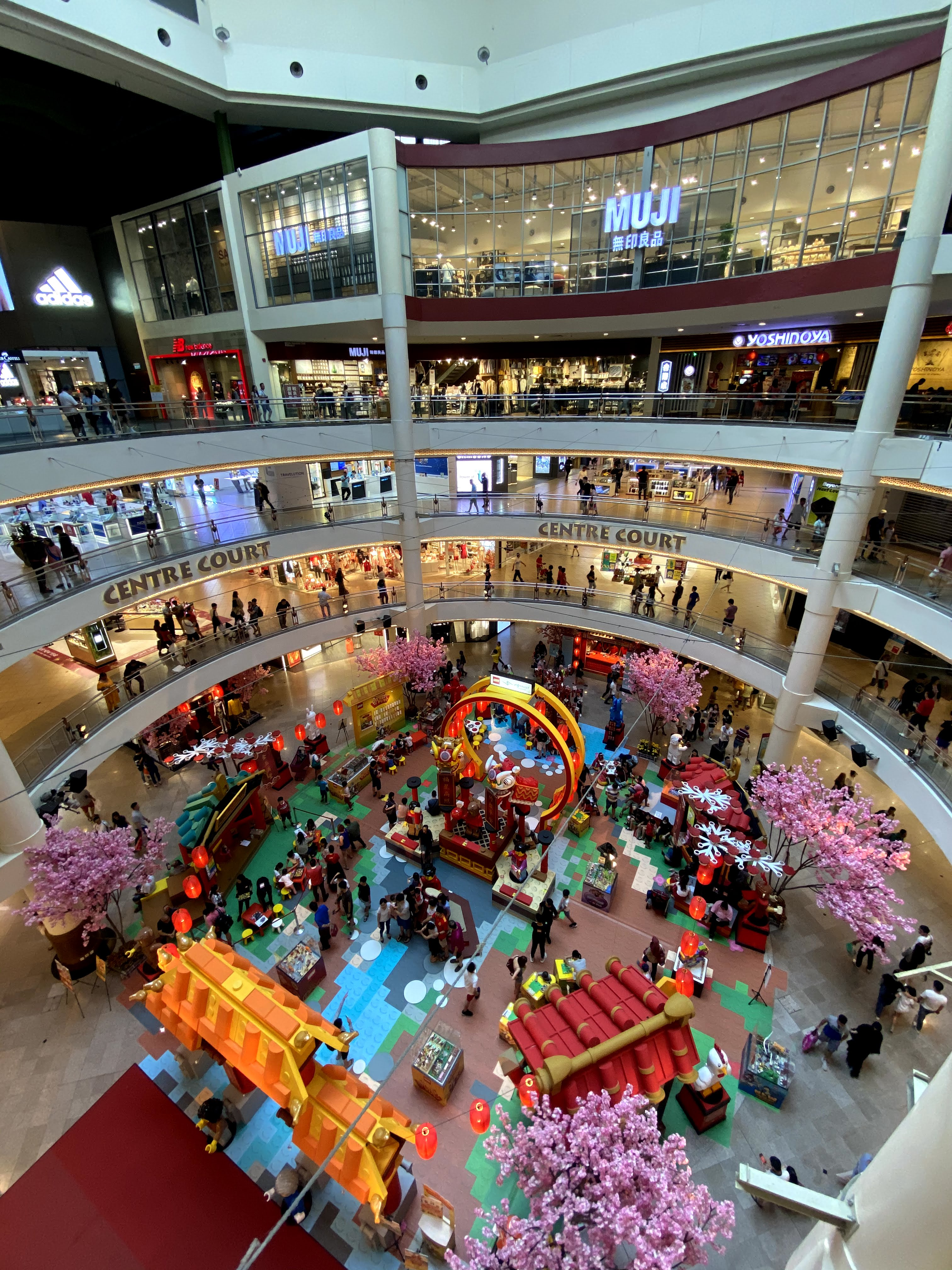
商場中庭會隨著不同節日而有不同的裝飾，圖為2020年農曆新年之裝飾
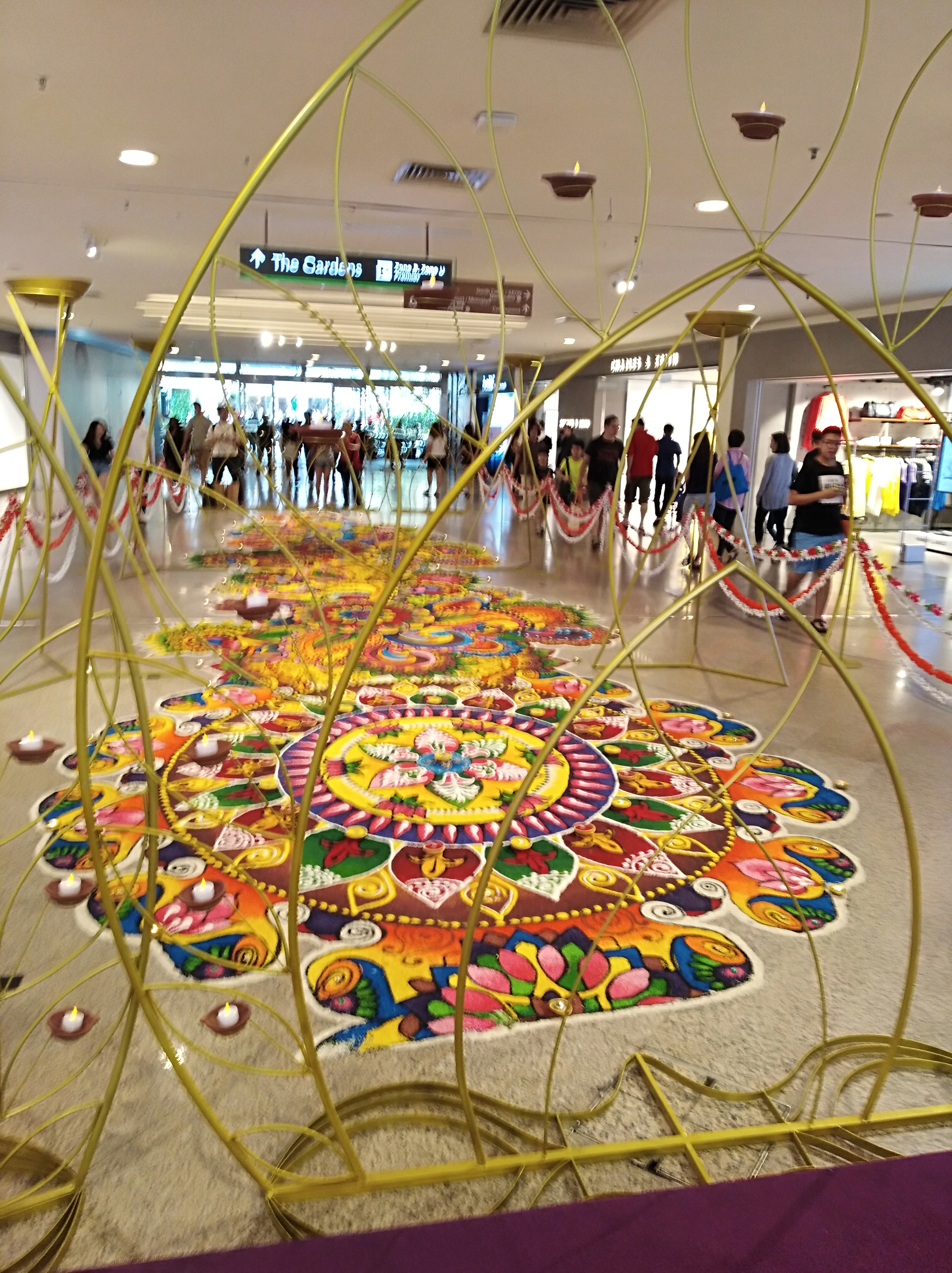
2019年商場出口之屠妖節裝飾

## 谷中城花園廣場
為怡保花園集團在谷中城內的其中一項旗艦型計劃，由南北兩座高達31樓商業辦公大樓、一座27樓擁有430間客房的花園飯店（Gardens Hotel）、一座30樓的高級服務公寓及一座5層樓高，200間商舖的購物中心所組成。購物中心率先于2007年9月28日開幕。商場設計特色是參考美國佛羅里達的The Gardens Plaza，以大自然為主題。與谷中城美嘉廣場相比，商場的消費客群定位為中高階層，共有三家百貨品牌進駐，分別為日資的伊勢丹（Isetan）、英資的瑪莎百貨（Marks & Spencer）及來自新加坡的羅敏申百貨（Robinsons），其他進駐的品牌以國際精品品牌為主，包含路易威登（Louis Vuitton）、普拉達（Prada）、巴黎世家（Balenciaga）、愛馬仕（Hermes）、巴寶莉（Burberry）等。商場內設有人行空橋與鄰近的谷中城美嘉廣場及吉隆坡生態城办公区連接。

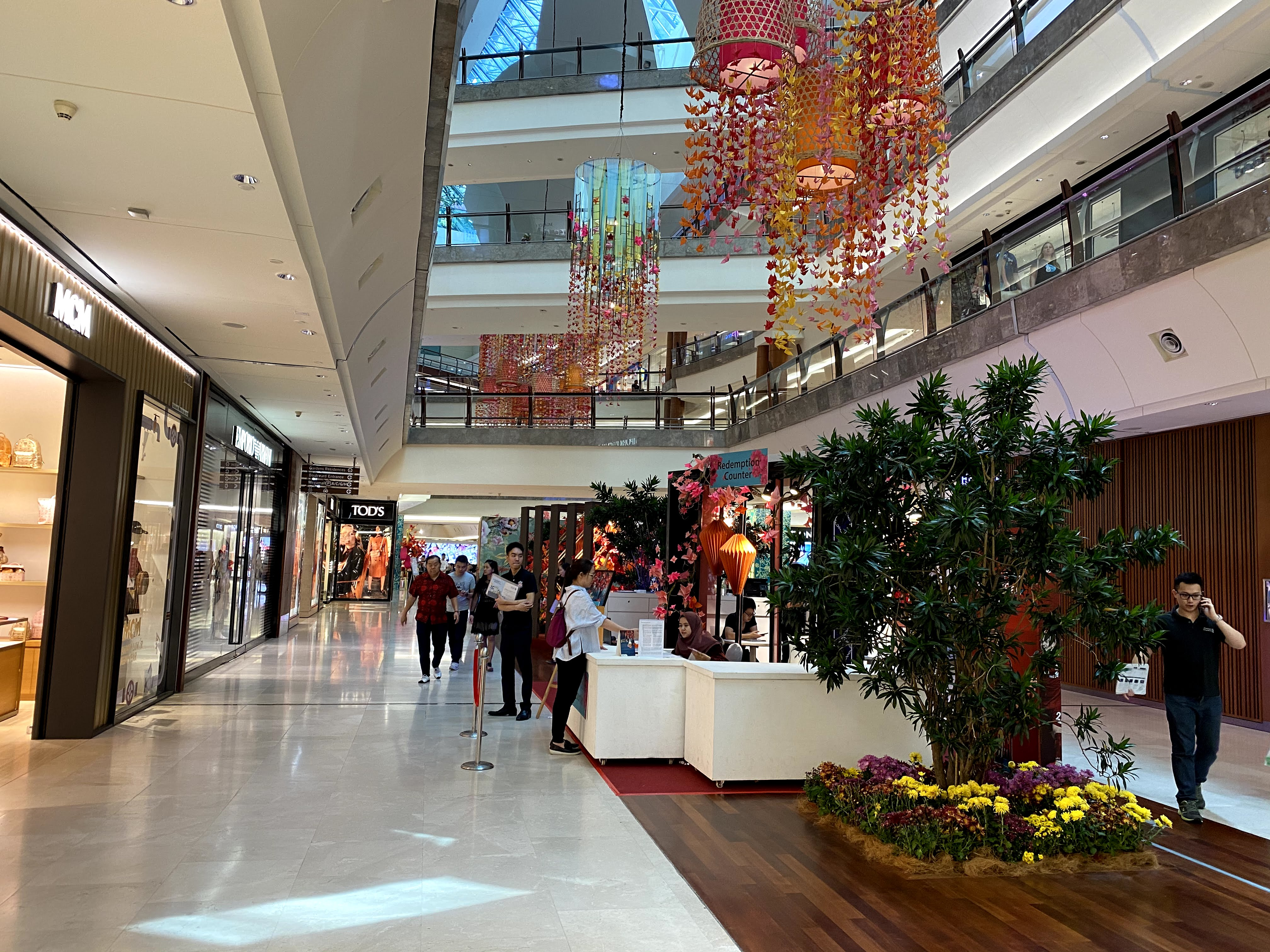
谷中城花園廣場之內觀
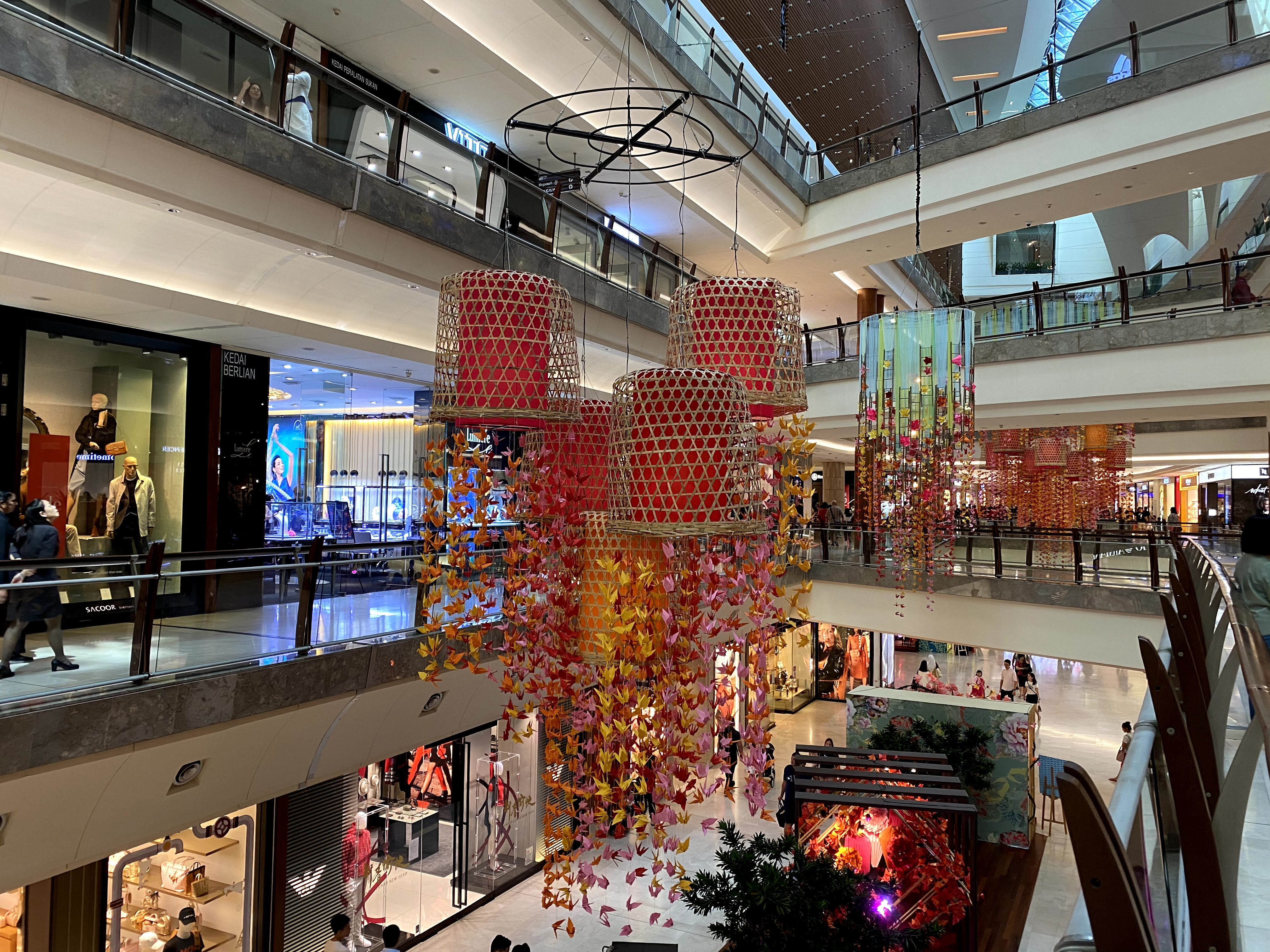
谷中城花園廣場之中庭
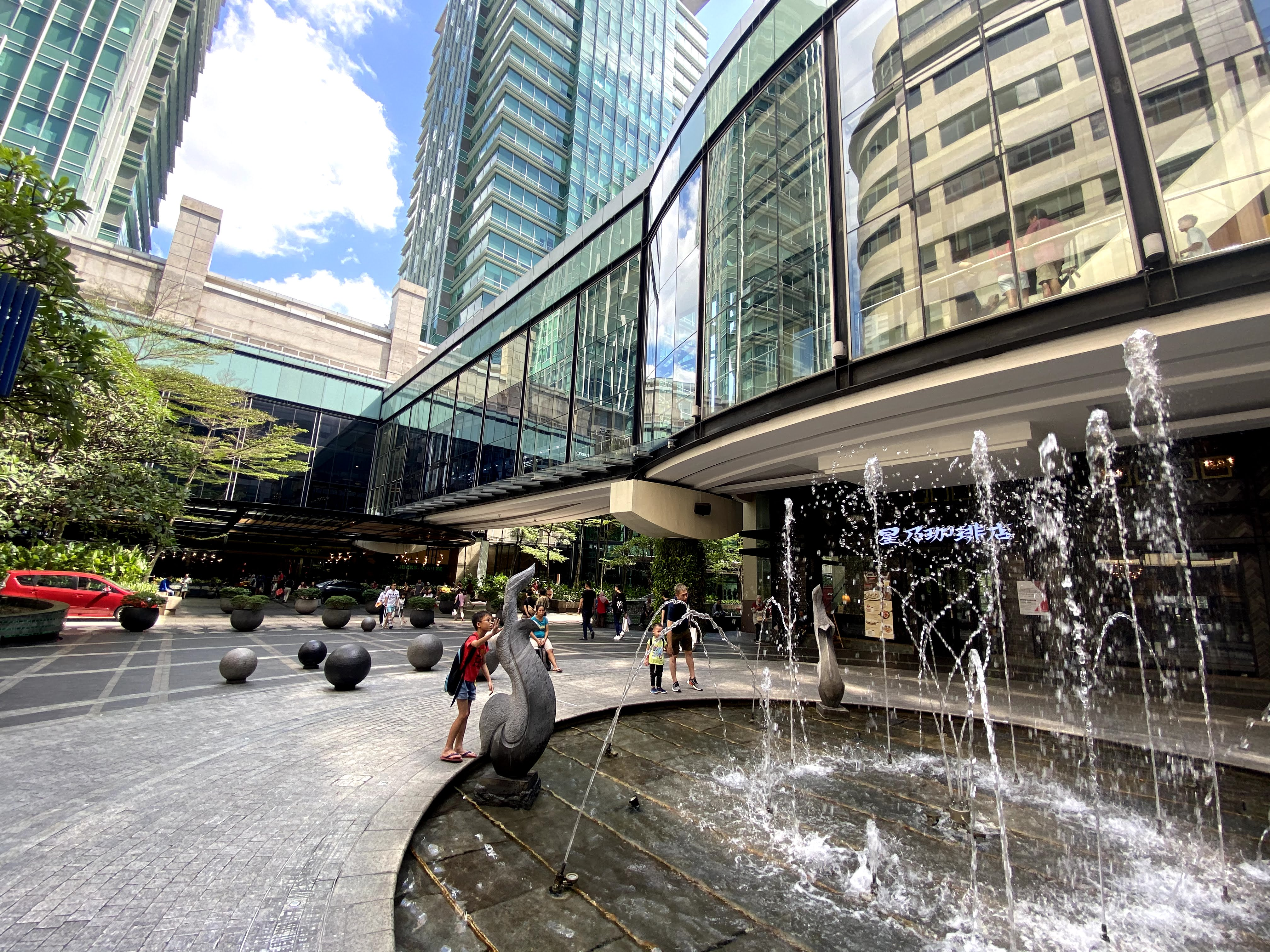
連接谷中城花園廣場與美嘉廣場之空橋
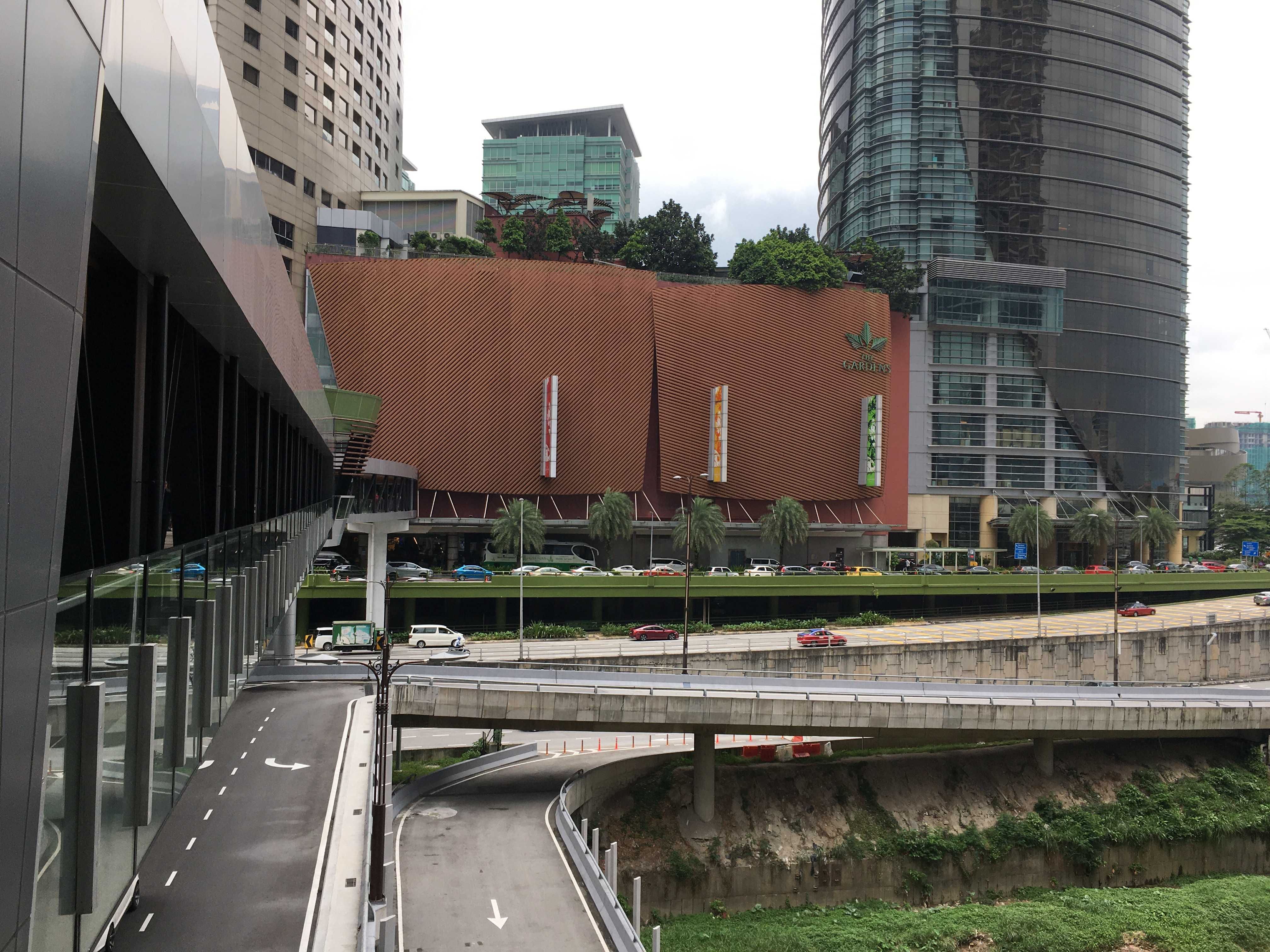
谷中城花園廣場之外觀

## Sri Maha Sakthi Mohambigai Amman興都廟
位在美嘉廣場的正門口旁，是一座擁有超過一百年歷史的興都教廟宇，在谷中城前身仍是貧民居住的板屋區時就已存在。該廟宇在原本的藍圖計劃中原定剷除，但拆除工程欲開動時，任何拆除設備靠近廟宇範圍都無法開動，廟宇的信徒及谷中城的開發商認為這是個神蹟，因此就將該廟宇保留至今，也成為吉隆坡香火最鼎盛的興都教廟宇之一。民眾認為美嘉廣場從開幕至今都是每日人潮滿滿除了是商场地點位置好，風水佳的因素外，受到該廟宇裡的神明保佑也是其因素之一。

## 交通

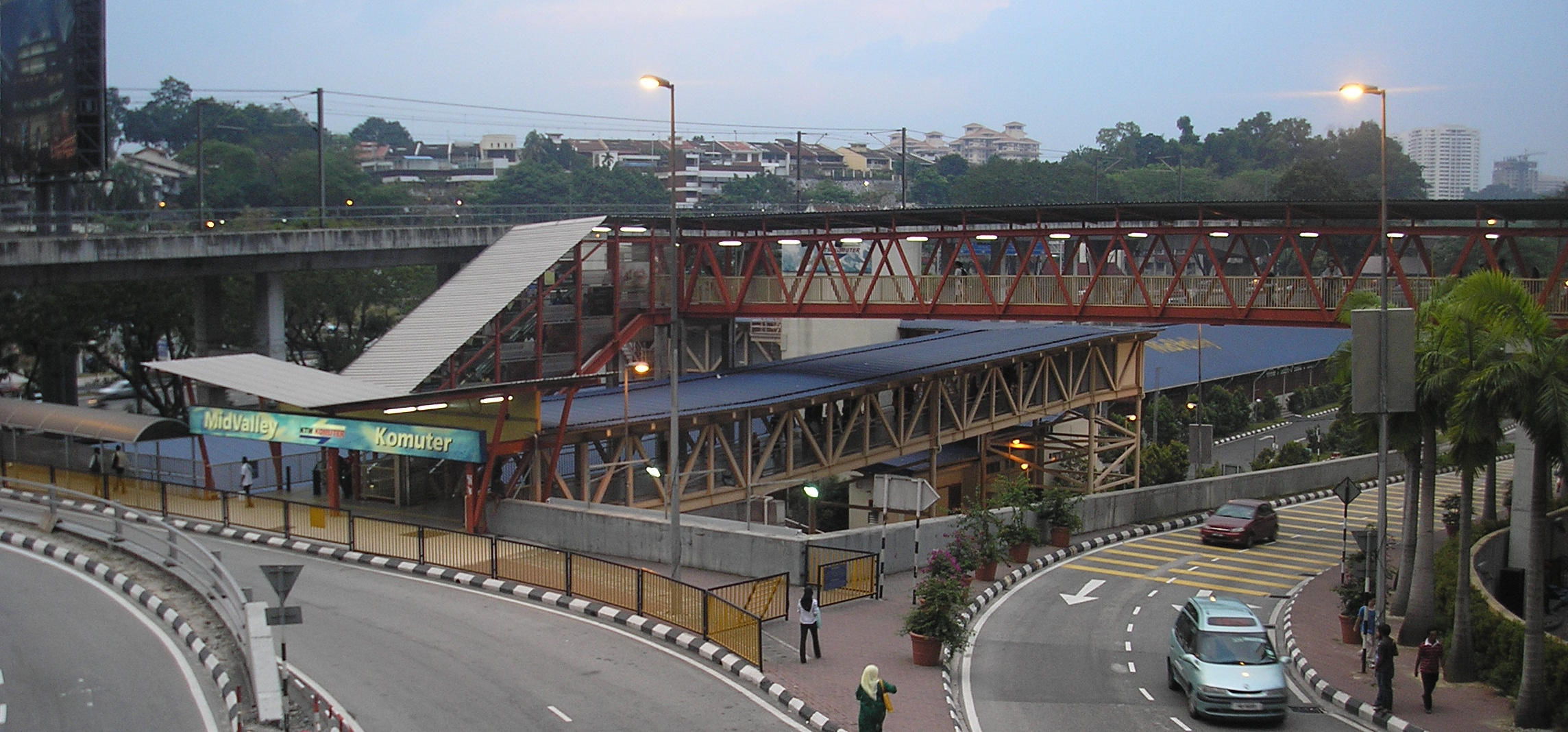
谷中城站外觀

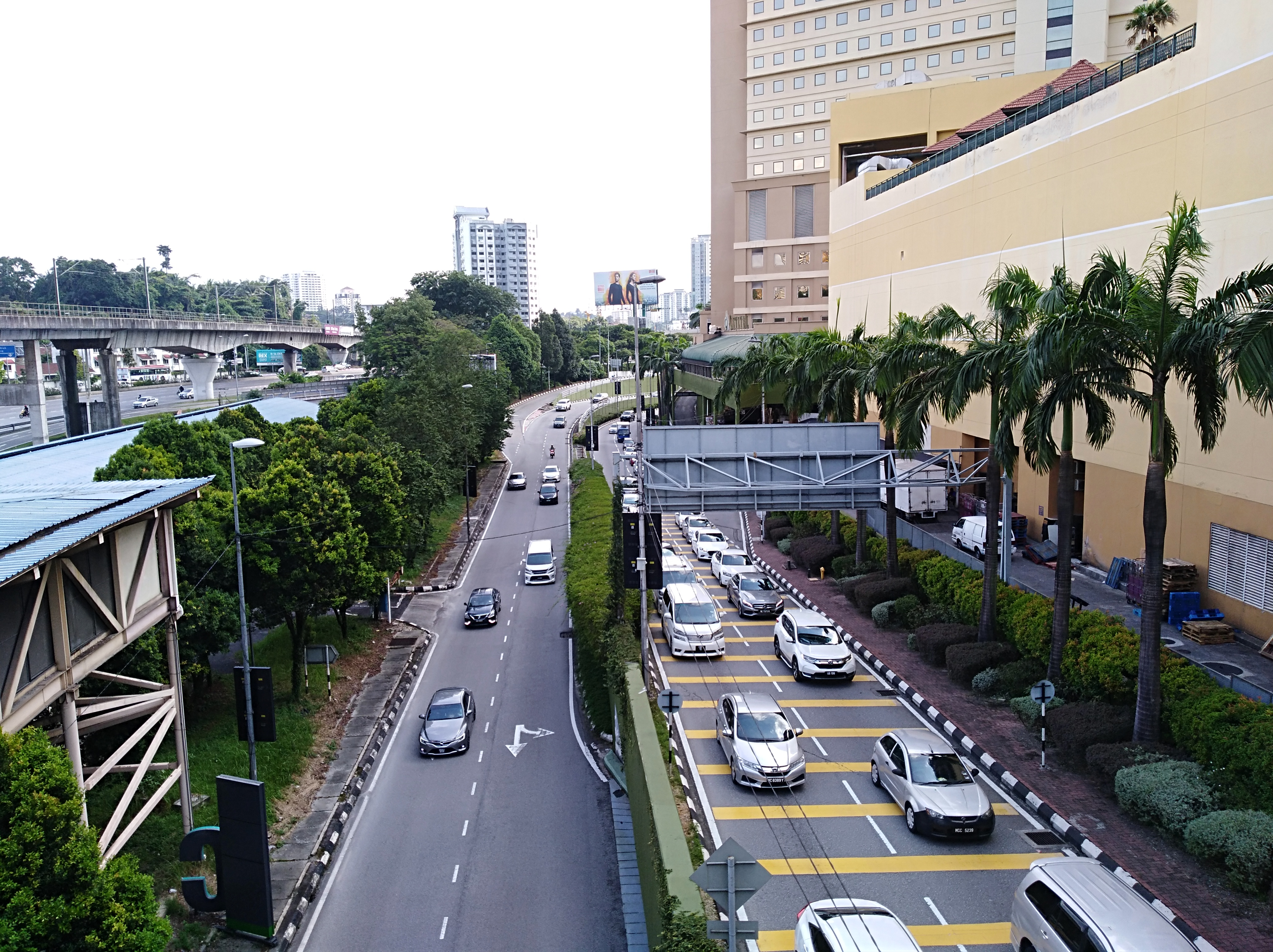
谷中城一帶有多條吉隆坡主要道路與其連接

谷中城交通四通八達，多條高速公路及高架天橋圍繞在其中，使其兩座商場都成為吉隆坡人流量最高的商場之一。

### 鐵路
1 芙蓉线 的谷中城站是谷中城連接其他地區的主要車站，該站也是1 芙蓉线人流量最高的車站之一，於2004年8月開幕。車站站體位於賽布特拉環路（Lingkaran Syed Putra）的東側，沿賽布特拉路（Jalan Syed Putra）和西海岸鐵路軌道設置，為地面兩層車站。2019年杪，與谷中城隔著巴生河相望的吉隆坡生態城（KL Eco City）開發，並建立一條橫跨巴生河的行人天橋，因此行人可由阿都拉胡坤站經吉隆坡生態城前往谷中城。
| 車站編號  | 車站名称     | 原文名         | 车站服务                 |
| --------- | ------------ | -------------- | ------------------------ |
| KB01      | 谷中城站     | Mid Valley     | 1 芙蓉线                 |
| KD01 KJ17 | 阿都拉胡坤站 | Abdullah Hukum | 2 巴生港线5 格拉那再也綫 |

### 公路
谷中城一帶有許多主要幹道及高速公路行經，包括賽布特拉路（Jalan Syed Putra）、八打靈再也－孟沙高架橋绕道（PJ-Bangsar Bypass）、孟沙路（Jalan Bangsar）、聯邦大道（Federal Highway）及新班台大道（NPE） 。也因为多條道路的連接，使得谷中城每日的人流量極高。